# Тимуе Бакайоко
Тимуе Бакайоко (на френски: Tiémoué Bakayoko) е френски футболист, който играе като полузащитник. 

## Кариера
След като получава фрактура на крака като млад, Бакайоко се присъединява към академията в Рен на 13-годишна възраст. На 14 е отхвърлен от академията Клерфонтен. Професионалната му кариера започва в Рен, където има 24 мача, преди да премине в АС Монако през 2014 г. за 8 милиона евро. През първите си два сезона в клуба Бакайоко записва 31 мача в Лига 1, но е титуляр през сезон 2016/17, като допринася за спечелването на титлата в Лига 1, както и е в състава на сезона в Шампионската лига 2016/17. През 2017 г. той е закупен от английския Челси за £40 милиона, но след слаб първи сезон с клуба е даден под наем за всички следващи сезони последователно в Милан, Монако, Наполи и отново Милан. Бакайоко в крайна сметка е освободен от Челси през 2023 г. и подписва с Лориан по-късно същата година.
Бакайоко записва единствения си мач за националния отбор на Франция през март 2017 г.

## Личен живот
Бакайоко е от котдивоарски произход.
През юли 2022 г. Бакайоко е държан на мушка от полицията в Милано, когато по погрешка е взет за издирван престъпник.

## Успехи
Монако
- Лига 1: 2016/17[12]

Челси
- ФА Къп: 2017/18[13]

Милан
- Серия А: 2021/22[14]

Индивидуални
- Шампионска лига Отбор на сезона: 2016/17[15]